# Grădini
Grădini falu Romániában, Maros megyében.

## Története
Mezőceked község része. A trianoni békeszerződésig Torda-Aranyos vármegye Marosludasi járásához tartozott.

## Népessége
2002-ben 256 lakosa volt, ebből 252 román és négy cigány nemzetiségű.

## Vallások
A falu lakóinak többsége ortodox hitű.